# دوري كرة القدم السلوفيني الدرجة الثالثة 2003–04
دوري كرة القدم السلوفيني الدرجة الثالثة 2003–04 هو موسم من دوري كرة القدم السلوفيني الدرجة الثالثة ‏. فاز فيه NK IB 1975 Ljubljana ‏.